# Auripare verdin
Auriparus flaviceps
Genre
Espèce
Statut de conservation UICN

 LC  : Préoccupation mineure
L'Auripare verdin (Auriparus flaviceps) est une espèce de passereaux de la famille des Remizidae. C'est la seule espèce du genre Auriparus.

## Description morphologique
Cet oiseau de 10 à 11 cm de longueur est plus petit qu'une mésange. Sur le dessus du corps, son plumage gris est agrémenté de jaune sur la tête et la gorge, et d'une zone brun-rouge triangulaire à la pliure de l'aile. Une bande gris sombre s'étend entre le bec et l'œil. Le dessous du corps est plus clair, plus particulièrement au niveau du croupion et de la queue. Les juvéniles ne présentent ni le cercle jaune de la face ni le triangle châtain sur les ailes, et sont difficiles à distinguer de la Mésange buissonnière.

## Comportement

### Alimentation
Cet oiseau se nourrit d'insectes, de graines et de baies.

### Relations intraspécifiques
Les vocalisations de l'Auripare verdin sont composées d'appels et de chants. Les cris d'appel sont des "tchi" brefs et aigus ou des "siiii" un peu mélancoliques. Il peut aussi émettre des séries de "tchi" un peu cliquetants. Le chant est composé de deux ou trois notes sifflées, la dernière étant souvent la plus grave.

## Répartition
Son aire de répartition s'étend du sud-ouest des États-Unis (de la Californie au Texas) jusqu'au nord du Mexique.

## Habitat
Cet oiseau vit dans les déserts de basse altitude présentant des buissons et arbustes.

## Systématique
Cette espèce est la seule du genre Auriparus. Auripare est le nom français que la nomenclature aviaire en langue française (mise à jour) a donné à ce genre.
La position systématique de l'espèce est incertaine : elle a été successivement placée dans les Paridae, les Coerebidae et les Polioptilidae. Des études génétiques suggèrent de proches relations avec les espèces de cette dernière famille mais différents critères (fabrication du nid, vocalisations, forme du bec, mue post-juvénile incomplète) justifient sa position au sein des Remizidae.

### Sous-espèces
D'après Alan P. Peterson, il existe les six sous-espèces suivantes :
- Auriparus flaviceps acaciarum Grinnell, 1931 ;
- Auriparus flaviceps flaviceps (Sundevall, 1850) ;
- Auriparus flaviceps hidalgensis A.R. Phillips, 1986 ;
- Auriparus flaviceps lamprocephalus Oberholser, 1897 ;
- Auriparus flaviceps ornatus (Lawrence, 1851) ;
- Auriparus flaviceps sinaloae A.R. Phillips, 1986.

### Galerie

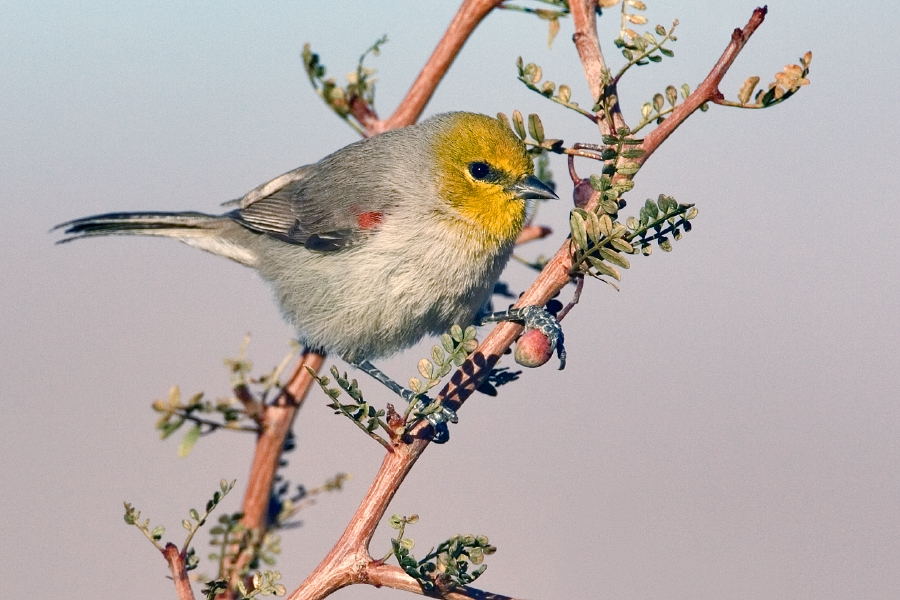
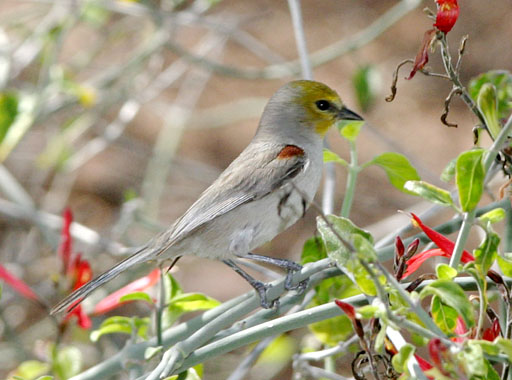

#### GenreAuriparus
- (en) Congrès ornithologique international : Auriparus flaviceps dans l'ordre Passeriformes (consulté le 13 mai 2015)
- (en) Zoonomen Nomenclature Resource (Alan P. Peterson) : Auriparus  dans Remizidae
- (en) Catalogue of Life : Auriparus S. F. Baird, 1864 (consulté le 11 décembre 2020)
- (fr + en) ITIS : Auriparus Baird, 1864
- (en) Animal Diversity Web : Auriparus
- (en) NCBI : Auriparus (taxons inclus)
- (en) UICN : taxon  Auriparus  (consulté le 7 janvier 2023)

#### EspèceAuriparus flaviceps
- (fr) Oiseaux.net : Auriparus flaviceps (+ répartition)
- (en) Zoonomen Nomenclature Resource (Alan P. Peterson) : Auriparus flaviceps  dans Remizidae
- (en) Catalogue of Life : Auriparus flaviceps (Sundevall, 1850) (consulté le 17 décembre 2020)
- (fr + en) ITIS : Auriparus flaviceps (Sundevall, 1850)
- (en) Animal Diversity Web : Auriparus flaviceps
- (en) NCBI : Auriparus flaviceps (taxons inclus)
- (en) UICN : espèce Auriparus flaviceps (Sundevall, 1850) (consulté le 13 mai 2015)